# 香达镇
香达镇，是中华人民共和国青海省玉树藏族自治州囊谦县下辖的一个乡镇级行政单位。

## 行政区划
香达镇下辖以下地区：
香区北路社区、香区南路社区、巴米村、青土村、东才西村、拉宗村、大桥村、江卡村、砍达村、多昌村、冷日村、前买村、前多村和香达村。